# هارو ساتو (مؤدي صوت)
هارو ساتو (باليابانية: 佐藤晴男؛ بالكانا: さとう はるお) هو مؤدي صوت ياباني، ولد في 19 سبتمبر 1961 في طوكيو في اليابان.

## روابط خارجية
- هارو ساتو على موقع قاعدة بيانات الفيلم (الإنجليزية)
- هارو ساتو على موقع ANN person (الإنجليزية)